# Hyakuta Naoki
Hyakuta Naoki (百田 尚樹 (Bách Điền Thượng Thụ)  sinh ngày 23 tháng 2 năm 1956) là tiểu thuyết gia, nhà sản xuất truyền hình và chính khách người Nhật Bản. Hiện tại, ông đang giữ chức vụ làm lãnh đạo Đảng Bảo thủ Nhật Bản kể từ ngày 1 tháng 9 năm 2023.